# Aldwyn Sappleton
Aldwyn Sappleton (* 21. Dezember 1981 im Saint Ann Parish) ist ein ehemaliger jamaikanischer Leichtathlet, der im Sprint und Mittelstreckenlauf an den Start ging. Mit der jamaikanischen 4-mal-400-Meter-Staffel gewann er 2008 die Silbermedaille bei den Hallenweltmeisterschaften in Valencia.

## Sportliche Laufbahn
Erste internationale Erfahrungen sammelte Aldwyn Sappleton vermutlich im Jahr 1996, als er bei den Zentralamerika- und Karibikjuniorenmeisterschaften in San Salvador mit der jamaikanischen 4-mal-400-Meter-Staffel in 3:20,59 min die Goldmedaille gewann. Im Jahr darauf siegte er bei den CARIFTA Games 1997 in Bridgetown in 1:48,59 min und 4:14,35 min über 800 und 1500 Meter in der U17-Altersklasse. Bei den CARIFTA Games 1998 in Port of Spain siegte er in 3:58,88 min im 1500-Meter-Lauf in der U20-Altersklasse und gewann über 800 Meter in 1:51,83 min die Bronzemedaille. Anschließend gewann er bei den CAC-Juniorenmeisterschaften in George Town in 4:03,87 min die Goldmedaille über 1500 Meter. Im Jahr darauf siegte er bei den CARIFTA Games in Fort-de-France in 4:06,08 min erneut über 1500 Meter und sicherte sich in 1:52,95 min die Silbermedaille im 800-Meter-Lauf. Zudem gewann er mit der jamaikanischen 4-mal-400-Meter-Staffel in 3:12,26 min die Silbermedaille. Anschließend schied er bei den Panamerikanische Juniorenmeisterschaften in Tampa mit 1:55,32 min im Vorlauf über 800 Meter aus. Bei den CARIFTA Games 2000 in St. George’s siegte er in 1:52,70 min über 800 Meter und anschließend gewann er auch bei den CAC-Juniorenmeisterschaften in San Juan in 1:51,84 min die Goldmedaille. Im Oktober belegte er bei den Juniorenweltmeisterschaften in Santiago de Chile in 1:50,63 min den achten Platz und siegte mit der Staffel in 3:06,06 min. Zudem begann er im selben Jahr ein Studium an der University of Oklahoma in den Vereinigten Staaten. 
2002 belegte er bei den U25-NACAC-Meisterschaften in San Antonio in 1:49,98 min den sechsten Platz über 800 Meter und gewann mit der 4-mal-400-Meter-Staffel in 3:05,19 min die Silbermedaille hinter dem US-amerikanischen Team. 2005 belegte er bei den Zentralamerika- und Karibikmeisterschaften (CAC) in Nassau in 1:53,00 min den achten Platz und im Jahr darauf gelangte er bei den Panamerikanischen Spielen in Rio de Janeiro mit 1:47,14 min auf Rang sechs. 2008 schied er bei den Hallenweltmeisterschaften in Valencia mit 1:51,24 min in der ersten Runde aus und verhalf der Staffel zum Finaleinzug und trug somit zum Gewinn der Silbermedaille bei. Im August startete er über 800 Meter bei den Olympischen Sommerspielen in Peking und kam dort mit 1:48,19 min nicht über den Vorlauf hinaus. 2010 gewann er bei den CAC-Spielen in Mayagüez in 1:48,12 min die Bronzemedaille hinter dem Venezolaner Eduard Villanueva und Moise Joseph aus Haiti. 2014 beendete er dann seine aktive sportliche Karriere im Alter von 32 Jahren.
In den Jahren 2004 und 2005 sowie von 2007 bis 2011 wurde Sappleton jamaikanischer Meister im 800-Meter-Lauf.

## Persönliche Bestzeiten
- 400 Meter: 47,40 s, 12. April 2003 in Norman
- 800 Meter: 1:46,82 min, 2. Mai 2009 in Kingston
  - 800 Meter (Halle): 1:48,25 min, 26. Februar 2005 in Lincoln